# BBC Bo Bo 75 t
Die elektrische Tagebaulokomotive Bo Bo 75 t wurde bei BBC in der Zeit von 1947 bis 1959 in 42 Exemplaren gefertigt.
Die Lokomotiven gehen auf die vor dem Zweiten Weltkrieg gebauten BBC Bo Bo 70 t zurück und wurden von den Mechanik-Herstellern Schalke sowie Krauss-Maffei und im elektrischen Teil von BBC gefertigt.

## Geschichte
Die Lokomotiven sind die konstruktive Weiterführung der Vorkriegskonstruktion der BBC Bo Bo 70 t mit einigen Änderungen in den technischen Daten und der Bauausführung und wurden von 1947 bis 1959 gefertigt. Vom Hersteller BBC wurden sie als Typ BBC H geführt.

### Grube Fortuna
Die erste Lokomotive wurde 1947 gefertigt, als bei den Kohlebahnen der ehemaligen Anhaltischen Kohlenwerken noch die letzten Altbaulokomotiven angeliefert wurden. Die Lokomotiven erhielten die Betriebsnummern 214–245. Die ersten Lokomotiven wurden von der Schalker Eisenhütte geliefert, 1951 kamen mit den Nummern 236–241 noch Lokomotiven von Krauss-Maffei hinzu. Insgesamt erhielt die Grube Fortuna 32 Lokomotiven.
Die ersten Ausmusterungen begannen bereits um 1966. Die große Ausmusterungswelle setzte Mitte der 1970er Jahre ein und 1980 waren mit den Fahrzeugen 232–234 sowie 238 als letzte alle Lokomotiven der Serie ausgemustert.

### Grube Neurath
Bei der Grube Neurath wurden zehn Lokomotiven von Krauss-Maffei eingesetzt, sie erhielten zuerst die Nummern Neurath 11–20. Nach der Gründung der Rheinbraun 1960 wurden sie als 1010–1019 bezeichnet.
1972 begannen die Ausmusterungen, und 1980 wurden mit der 1011 und 1012 die letzten beiden Loks ausgemustert.

### CGS Consorzia Gottardo Sud
Mit dem Bau des Gotthard-Strassentunnels wurde Ende der 1960er Jahre das Konsortium Consorzio Gottardo Sud (CGS) gebildet, dem u. a. die Firma Walo Bertschinger angehörte. Diese Firma nahm mit Rheinbraun Kontakt auf und bekam einiges Lokomotiv- und Wagenmaterial, das zu der Zeit überzählig war. U. a. wurden die Loks 242–245 erworben (BBC Fabriknummer 5737–5740). Die Lok 242 wurde nur Ersatzteilspender, die anderen drei Maschinen wurden als CGS 1–3 von CGS beim Tunnelbau eingesetzt. Zur Stromerzeugung erhielten die Loks ein fahrbares Notstromaggregat.
Mit Beendigung der Tunnelbaustelle erhielten die drei Lokomotiven eine neue Beschäftigung bei Walo Bertschinger. Die Loks sind danach in der Schweiz verblieben.

## Technik
Die Tagebaulokomotiven entsprachen der Vorkriegsbauart mit tief liegenden Führerhäusern und Vorbauten sowie Nietkonstruktion mit den nun vorgenommenen Standardisierungen wie etwas kantigere Ausführung, Blendschirme über den Scheinwerfern, einfachere Gestaltung der Stromabnehmerhalterung auf den Vorbauten. Die Federung der Fahrzeuge wurde gemäß den Erfahrungen während der Kriegsjahre dahingegen abgeändert, dass die direkte Federung mit oberhalb der Radlager liegenden Blattfedern und einer Gummifederung als Federspannung verwendet.
Die Antriebsmotoren in Tatzlagerbauart waren fremdbelüftet. In jedem Vorbau saßen zwei Lüfter mit je zwei Luftschächten für die Kühlung der Fahrmotoren und der elektrischen Anlage. Es fällt auf, dass die Lokomotiven von Schalke durchweg eine Stromabnehmeranordnung in gerader Form der Hilfsstromabnehmer haben,  während die Lokomotiven von Krauss-Maffei, auch die bei der Grube Fortuna, schräge Hilfsstromabnehmer besitzen.
Die elektrische Ausrüstung stammte von BBC und bestand aus Gleichstromtechnik, wo über die elektrische Spannung von der Fahrleitung über den zentral gelegenen Nockenfahrschalter mit der Widerstandssteuerung die elektrischen Fahrmotoren angetrieben wurden, die als Reihenschlussmaschinen ausgeführt waren. Die Druckluft für die Druckluftbremse wurde von zwei Kompressoren erzeugt, elektromechanische Schütze schalteten die Hilfsbetriebmotoren. Die Steuer- und Beleuchtungsspannung betrug 24 V.